# Bayerischer Filmpreis
De Bayerischer Filmpreis (vertaald Beierse Filmprijs) is een filmprijs die sinds 1979 jaarlijks door de regering van Beieren wordt verleend. Het is een van de belangrijkste filmprijzen van Duitsland.
Het hoogtepunt van de jaarlijkse uitreiking is het gala in het Cuvilliés-Theater. De prijs is gedoteerd met een prijzengeld van 400.000 euro, waarvan de Produzentenpreis met 200.000 euro de hoogste betaling heeft. Andere prijzen variëren van 10.000 tot 25.000 euro. Het prijssymbool is een porseleinen Pierrot uit de Commedia dell'arte van Franz Anton Bustelli.